# Hippuris
Hippuris es un género con 27 especies de plantas de flores perteneciente a la familia Scrophulariaceae.

## Especies seleccionadas
- Hippuris alopecuros Bousch. ex Brouss.
- Hippuris eschscholtxii Cham. ex Ledeb.
- Hippuris fauriei H.Lév.
- Hippuris fluitans Lilebl. ex Hising.
- Hippuris fluviatilis Hoffm.
- Hippuris generalis Krause
- Hippuris vulgaris L. - corregüela hembra[2]